# Оцтове дерево (пам'ятка природи)
О́цтове де́рево — ботанічна пам'ятка природи місцевого значення в Україні. Розташована в межах міста Дрогобича Львівської області, на вулиці І. Франка, 16. 
Площа 0,01 га. Статус надано 1984 року. 
Статус надано з метою збереження двох екземплярів дерев роду сумах (оцтове дерево).
- Поруч розташована ботанічна пам'ятка природи — «Магнолія китайська».

## Світлини

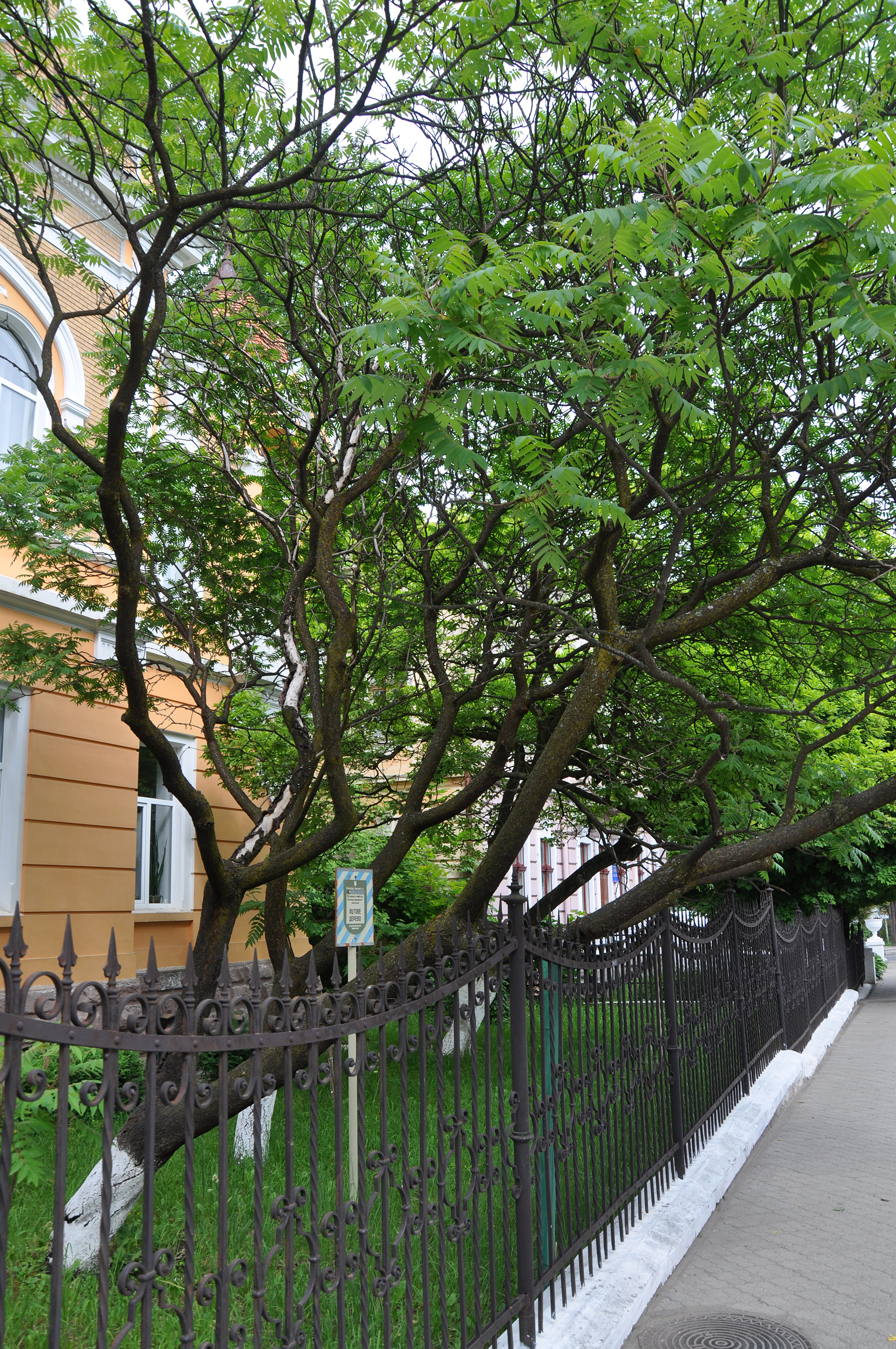
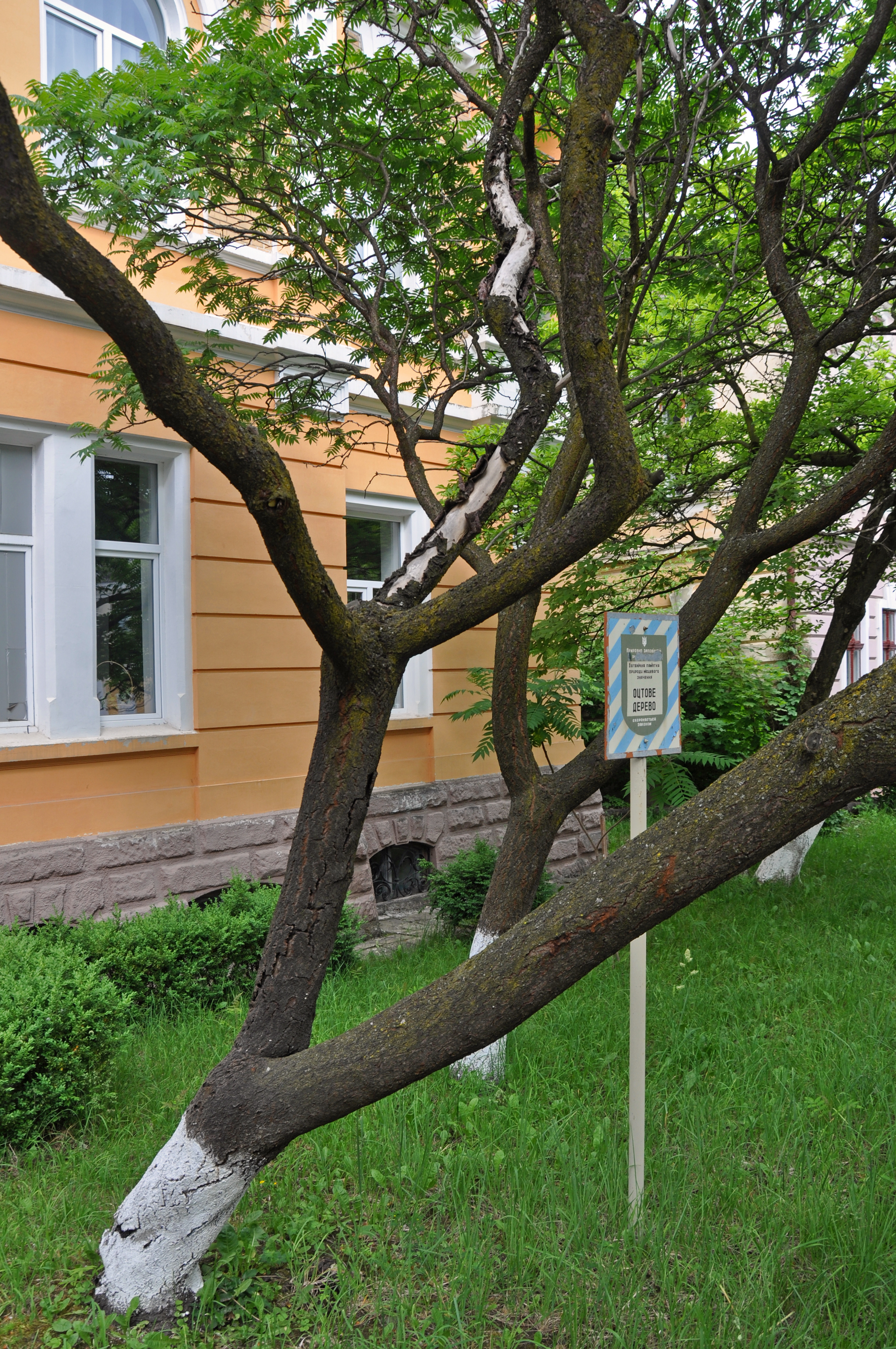